# Kazuya Sakai
Kazuya Sakai (1927 - 2001) fue un artista plástico, diseñador, locutor de radio, traductor, crítico y editor argentino de ascendencia japonesa nacido en Buenos Aires, Argentina el 1 de octubre de 1927. Fue parte de la comunidad intelectual y artística de Argentina y Estados Unidos, así como de la de México, donde trabajó al lado de Octavio Paz en la revista Plural.

## Biografía
En 1934, sus padres, ciudadanos japoneses, lo llevaron a estudiar a Japón, donde cursó hasta la universidad, licenciándose en Filosofía y Letras en la Universidad Waseda, en Tokio. En 1951 regresó a Argentina, donde comenzó a trabajar de manera sistemática en la difusión de la cultura japonesa de maneras diversas. Tradujo varias obras literarias (por ejemplo Kappa y Rashōmon de Ryunosuke Akutagawa) del japonés al castellano y viceversa. En su país de nacimiento fundó, en 1956, el Instituto Argentino Japonés de Cultura; dos años antes había curado la exposición Estampas japonesas. Su participación en la escena artística se dio, además de como curador y creador, como promotor, ya que en 1955 fundó la Asociación Arte Nuevo, que agrupaba a artistas concretos independientes y abstractos libres. En 1958 ingresó como profesor a la Universidad de Buenos Aires, además de recibir una de las medallas de oro en la Exposición Internacional de Bruselas. 
Ya con una trayectoria sólida en Argentina y tras haber fundado y dirigido junto a Osvaldo Svanascini la orientalista Colección Asoka de la Editorial Mundo Nuevo. decidió emigrar por una breve temporada a Estados Unidos, para después trasladarse a México en 1966, donde vivió hasta 1977; su llegada a este país fue resultado de una invitación para ser profesor del Colegio de México. Durante esta etapa, Sakai trabajó como redactor jefe y director artístico de la revista Plural, proyecto dirigido por el Premio Nobel de Literatura, Octavio Paz. Asimismo fue programador y locutor de radio en programas especializados en jazz; diseñador de escenografías, vestuarios y portadas de discos, y curador y crítico de arte.
Tras su estadía en México se mudó a Estados Unidos, específicamente a Dallas, Texas, donde murió en 2001.

Su carácter nómade y la influencia que estas mudanzas tuvieron en su obra fueron resumidos en 1981 por Alberto Espinosa en la revista Vuelta en los siguientes términos:
[...] hombre marcado de nacimiento con el signo de movimiento, la mutación y el cambio: por el oriente su ascendencia y herencia cultural nipona, por occidente el español de esa otra provincia europea: Argentina; y las dos constelaciones vistas en los cielos de Nueva York y de Buenos Aires. Cuatro polos de una esfera ideal definida por un ritmo cuaternario y una figura centrípeta que encuentra en nuestro país [México], antigua estancia del artista que se prolongaría 14 años, punto medio de las confluencias. Destino labrado en los centros vertiginosos de una cultura sin centro que en su ruta periférica nos habla de su necesidad de pureza y originalidad. La línea recta del viajero echa alas en el camino por volverse curva, atajo.

## Carrera

### Pintura
Su formación en la pintura fue autodidacta y, a pesar de haber desarrollado distintos estilos o tener diferentes etapas, su pintura se mantuvo principalmente en el llamado arte abstracto. Su producción temprana, a su regreso a Argentina en la década de 1950, estuvo influida por el arte concreto, en especial por Tomás Maldonado y Lidy Prati. Es en esta etapa de producción que se identifican en su pintura trazos vinculados con la caligrafía japonesa.
En 1958 expuso por primera vez en la Galería Bonino de la capital argentina. Dos años después estuvo presente en el Museo Nacional de las Bellas Artes de Argentina dentro de la exposición del Grupo de los Cinco al que pertenecían, además, Fernández Muro, Sara Grilo, Miguel Ocampo y Clorindo Testa.

En 1965, a su llegada a México, se vinculó con la Generación de la Ruptura a través del Salón de Independientes organizado en 1968. Es durante su experiencia en México que comenzó su producción geometrista, estilo del que se considera precursor en ese país.
"Kazuya Sakai no fue solamente un geometrista cabal, también incluyó en parte de su obra un suave enclave óptico y, en otra zona de su producción, una geometría lírica muy libre, que complejiza la estructura de cada cuadro. Esto en su obra más consolidada, porque primero, en una etapa muy temprana, emerge de un modo muy consolidad la caligrafía y lo gestual, mezclados con un sintético expresionismo abstracto y un incisivo informalismol Y en sus cuadros iniciales aparece una geometría de elegante, refinada precisión" - Lelia Driben, crítica e historiadora del arte.
Por su parte, el crítico Alberto Espinosa definía la obra de Sakai en 1981 de la forma siguiente:
Distanciado de la época regida por los contornos duros y el masking tape en la que la mano ecléctica y sabia trazaba bandas y serpentinas silenciosas, un Sakai más desarrollado y maduro encuentra ahora, sondeando en su obra de 30 años atrás, sus mejores frutos líricos. Transformando las figuras naturales en siluetas geométricas cargadas de colores expansivos, sus cuadros parecen abarcarlo todo: arquitectura de la luz por donde navegan plácidas montañas que recuerdan la tradición del paisaje japonés, lagos o nubes dormidas enmarcadas en planos superpuestos; vistas sobras las que se vierten alternativamente las luminosas horas del amanecer y las melancólicas del crepúsculo.
[...]
Los espacios capitales en los que se ha formado la obra de Sakai pertenecen al dominio de la abstracción: lenguaje y morada de uno de los intentos más radicales y fructíferos por encontrar un sistema expresivo de nuestro tiempo. Y es que lo que palpita en el centro mismo de la estética abstracta, en su rechazo a la figuración, es un momento de autofundación; ruptura de la tradición que nace a su propia memoria examinando primero los elementos plásticos, las propias herramientas, para sacarles filo y hundirlas en el ojo a discreción.

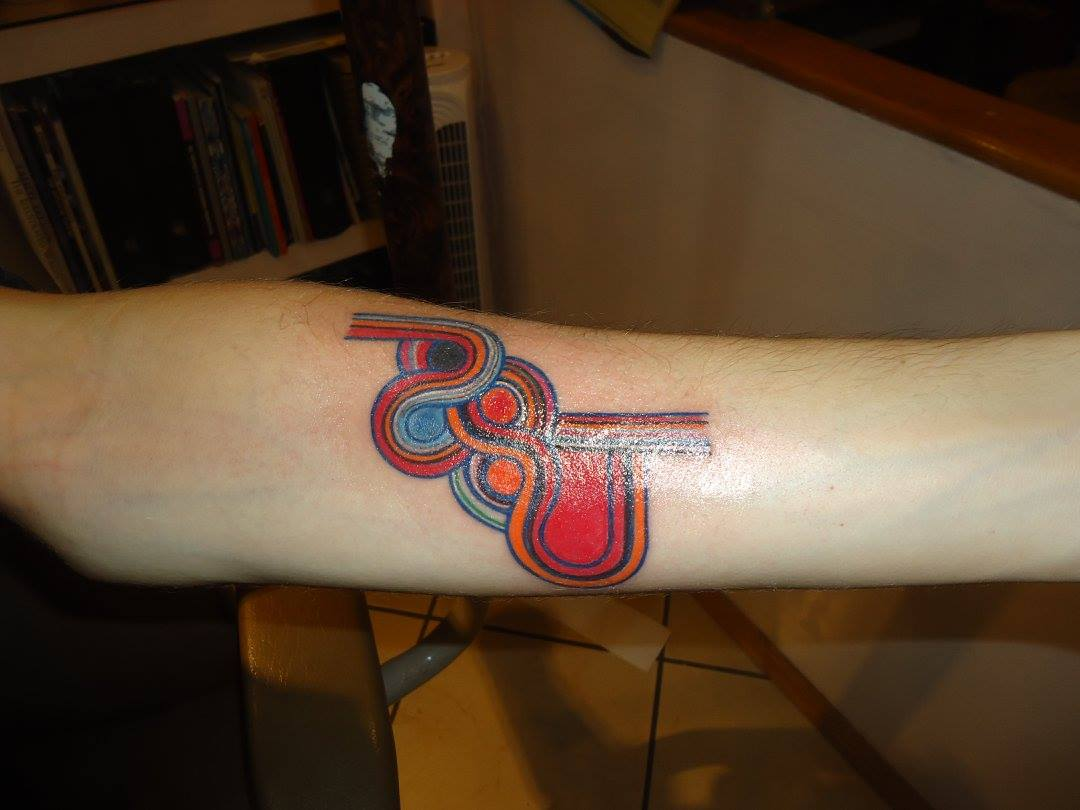
Tatuaje basado en la pintura de Sakai "Come out (Steve Reich)" (1976).

### Literatura
Dentro de las letras, Kazuya Sakai trabajó principalmente traduciendo obras del japonés al español, entre ellas se destacan el libro Kappa y los cuentos “Rashōmon” y “En el bosque”, de Ryunosoke Akutagawa y el monólogo El abismo del tiempo, de Kobo Abe. En 1958 creó la colección Asoka de la Editorial Mundo Nuevo, especializada en obra de Tíbet, India, China y Japón.
En 1974 participó en la traducción de algunos haikus incluidos en el libro Versiones y diversiones y el cual contó con la participación de Octavio Paz, Nuria Parés y José Luis Martínez.
Durante su estancia en México fue parte del equipo fundador de la revista Plural, perteneciente al periódico Excélsior. Además de su editor -en sustitución de Tomás Segovia- fue director artístico de 1972 a 1976. Tras el golpe al Excélsior que diera el gobierno del presidente Luis Echeverría, Sakai fue parte del equipo fundador de Vuelta, nuevo proyecto editorial de Octavio Paz. El resto de los fundadores de esta nueva revista fueron los escritores José de la Colina, Salvador Elizondo, Juan García Ponce, Alejandro Rossi, Tomás Segovia y Gabriel Zaid.

## Exposiciones destacadas

### Individuales
Kazuya Sakai. La Pintura desde el Espíritu de la Música - Museo de Arte Contemporáneo de Buenos Aires, agosto - septiembre 2014.
Kazuya Sakai en México 1965-1977. Pintura, diseño, crítica, música - Museo de Arte Moderno (MAM) de la Ciudad de México, octubre de 2016-marzo de 2017.

### Colectivas
El geometrismo en México - Museo de Arte Moderno (MAM) de la Ciudad de México, 1976.
La Ruptura y sus antecedentes - Museo de Arte Moderno (MAM) de la Ciudad de México, diciembre de 2013 - abril de 2014.
La Ruptura y sus antecedentes - Capilla del Arte de la UDLAP, octubre de 2014 - enero de 2015.

## Colecciones
La obra de Kazuya Sakai pertenece a diversas colecciones, entre las que destacan:

### En América Latina
- Museo de Arte Moderno, Buenos Aires, Argentina.
- Universidad Nacional Autónoma de México,[23] Ciudad de México.
- Museo de Arte Moderno (MAM), Ciudad de México.[24]
- Museo Tamayo, Ciudad de México.
- Museo de Arte Carrillo Gil, Ciudad de México.
- Museo de Arte Abstracto "Manuel Felguérez", Zacatecas.[25]
- Colección de Arte UDLAP, San Andrés Cholula.[26]
- Museo de Arte Moderno, Caracas, Venezuela.
- Museo de Río de Janeiro, Museo de Bahía, Brasil.

### En Estados Unidos
- Museum of Modern Art, Nueva York.
- Lee Ault Collection.
- Institute of Art, Cleveland.
- Smithsonian Insititution, Washington D. C.
- Museo de la Universidad de Texas, Austin.

### Resto del mundo
- Museum of Modern Art, Tel Aviv, Israel.
- Museo de Arte Nacional, Tokio, Japón.